# Lenka Zdeborová

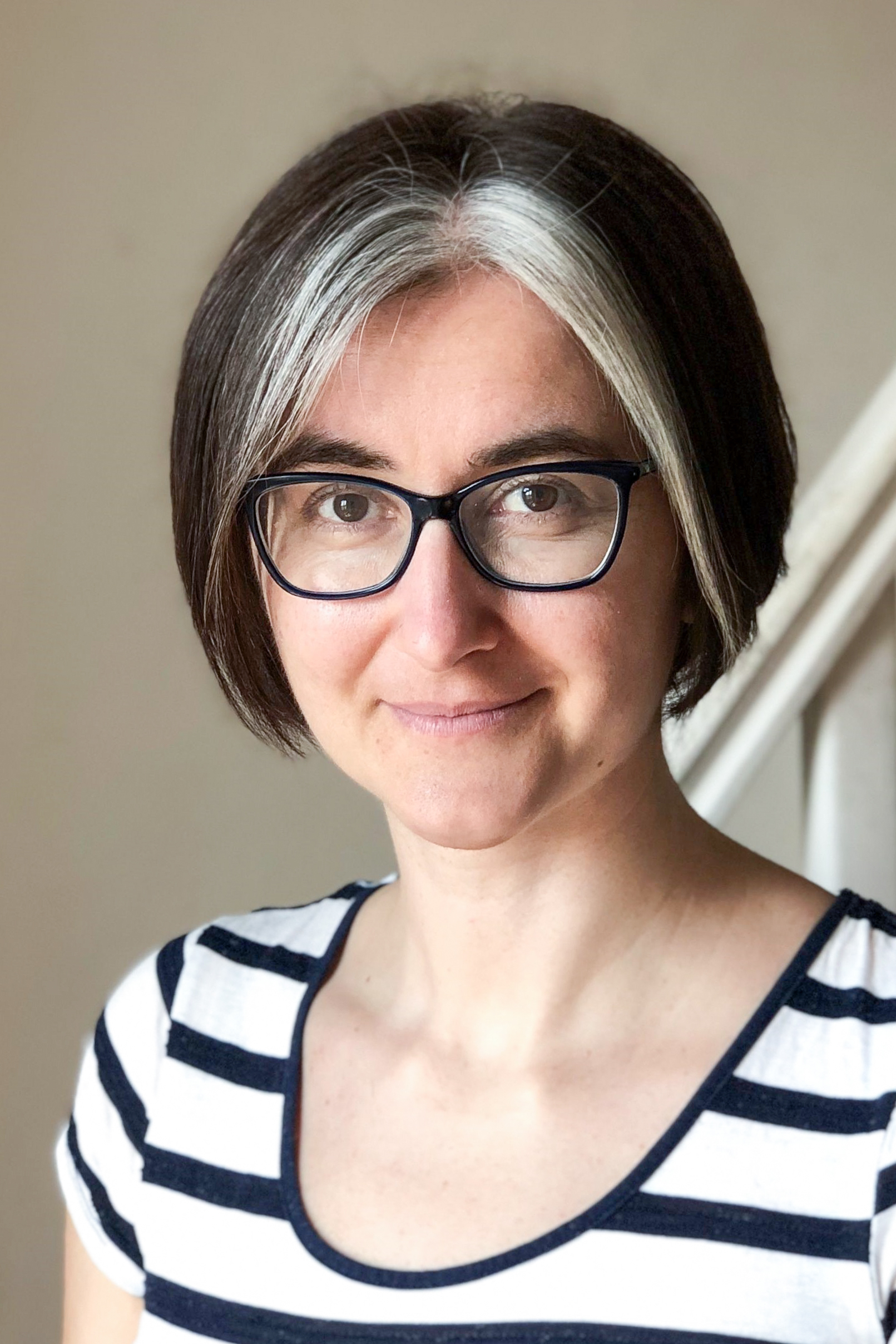
Lenka Zdeborová 2020

Lenka Zdeborová (* 24. November 1980 in Pilsen) ist eine tschechische Physikerin und Informatikerin und Hochschullehrerin an der École Polytechnique Fédérale de Lausanne (EPFL).
Lenka Zdeborová studierte Physik an der Karls-Universität in Prag mit dem Master-Abschluss 2004 und wurde 2008 an der Karls-Universität (bei Václav Janiš) und der Universität Paris-Süd (bei Marc Mézard) promoviert. Als Post-Doktorandin war sie am Los Alamos National Laboratory (Center for Nonlinear Studies) und forschte ab 2010 für das CNRS in Saclay bei der CEA. 2015 habilitierte sie sich an der École normale supérieure (Paris). Ab 2020 ist sie Assistenzprofessorin an der EPFL und leitet dort das Labor für Statistical Physics of Computation.
Sie befasst sich mit Anwendungen der statistischen Physik (wie fortgeschrittene Molekularfeld-Methoden, die Replica-Methode und damit verbundene Nachrichtenaustausch-Algorithmen) auf Maschinenlernen, Signalverarbeitung, Optimierung, Inferenz und Constraint-Satisfaction-Probleme.
Sie erhielt 2016 den Philippe-Meyer-Preis der École normale supérieure (Paris), erhielt im selben Jahr einen ERC Starting Grant und 2014 die Bronzemedaille des CNRS. 2018 erhielt sie den Prix Irène Joliot-Curie und 2021 hielt sie die Gibbs Lecture.

## Schriften (Auswahl)
- mit M. Mézard: The number of matchings in random graphs, Journal of Statistical Mechanics: Theory and Experiment, 2006, Heft 5, S. P05003
- mit Florent Krzakala u. a.: Gibbs states and the set of solutions of random constraint satisfaction problems, Proc. Nat. Acad. Sci. USA, Band 104, 2007, S. 10318–10323
- mit F. Krzakala: Phase transitions in the coloring of random graphs, Phys. Rev. E, Band 76, 2007, S.  031131
- mit A. Decelle, F. Krzakala, C. Moore: Asymptotic analysis of the stochastic block model for modular networks and its algorithmic applications, Phys. Rev. E, Band 84, 2011, S. 066106
- mit A. Decelle, F. Krazakala, C. Moore: Inference and phase transitions in the detection of modules in sparse networks, Phys. Rev. Lett., Band 107, 2011, S. 065701
- mit F. Krzakala, M. Mézard, F. Sausset, Y. F. Sun: Statistical-physics-based reconstruction in compressed sensing, Phys. Rev. X, Band 2, 2012, S. 021005
- mit F. Krzakala, M. Mézard, F. Sausset, Y. Sun: Probabilistic reconstruction in compressed sensing: algorithms, phase diagrams, and threshold achieving matrices, Journal of Statistical Mechanics: Theory and Experiment, 2012, Heft 8,  P08009
- mit F. Krzakala, P. Zhang u. a.: Spectral redemption in clustering sparse networks, Proc. Nat. Acad. Sci. USA, Band 110, 2013, S. 20935–20940
- mit A. Y. Lokhov, M. Mézard, H. Ohta: Inferring the origin of an epidemic with a dynamic message-passing algorithm, Phys. Rev. E, Band 90, 2014, S. 012801
- mit B. Karrer, M. E. J. Newman: Percolation on sparse networks, Phys. Rev. Lett., Band 113, 2014, S. 208702
- mit A. Braunstein, L. Dall'Asta, G. Semerjian: Network dismantling, Proc. Nat. Acad. Sci. USA, Band 113, 2016, S. 12368–12373
- mit F. Krzakala: Statistical physics of inference: Thresholds and algorithms, Advances in Physics, Band 65, 2016, S. 453–552
- mit G. Carleo, I. Cirac, K. Cranmer, u. a.: Machine learning and the physical sciences, Reviews of Modern Physics, Band 91, 2019, S. 045002
- mit M. Gabrié u. a.: Entropy and mutual information in models of deep neural networks, Journal of Statistical Mechanics: Theory and Experiment, 2019, Heft 12, S. 124014